# Laëlys Alavez
Laëlys Alavez, née le 1er février 2007 à Quincy-sous-Sénart, est une nageuse synchronisée française.
Elle obtient la médaille d’argent lors des championnats du monde jeune à Charlotte aux États-Unis en 2022.

## Biographie
Sa mère étant entraîneuse de natation artistique à Corbeil-Essonnes, Laëlys Alavez débute cette discipline sportive dés l'âge de 4 ans et suit en parallèle des cours de danse classique. Elle intègre l'INSEP en classe de première pour la préparation des Jeux olympiques d'été de Paris 2024 devenant ainsi la benjamine de l'équipe de France.  
Aux Jeux européens de 2023 à Oświęcim, Laëlys Alavez est médaillée de bronze de l'épreuve technique par équipes.
Laëlys Alavez a deux frères, Romael Alavez et Will-yann Alavez, et une sœur, Meloe Alavez. 